# Народжуваність нижча від рівня відтворення
Народжуваність нижче рівня відтворення — це сумарний коефіцієнт народжуваності (СКН), який (якщо його підтримувати) веде до того, що кожне нове покоління стає менш чисельним, ніж попереднє, в певному регіоні. В розвинених країнах народжуваність нижча від рівня відтворення при СКН нижчому від приблизно 2,1 дитини на кожну жінку, але порог може дорівнювати навіть 3,4 в деяких країнах, що розвиваються, через вищу смертність. В середньому по світу у 2003 році коефіцієнт народжуваності, необхідний для нульового відтворення, дорівнював 2,33 дитини на жінку. В це число входять дві дитини на жінку, щоб замінити батьків, а також «третя частина дитини», щоб компенсувати більшу ймовірність народити хлопчика і ранню смерть до закінчення віку, коли жінка може народити дитину.
Рівень відтворення у одиницях чистого коефіцієнта відтворення (ЧКВ) точно дорівнює одиниці, тому що ЧКВ бере до уваги і смертність і співвідношення статей.

Мапа країн за коефіцієнтом народжуваності (2014)
7–8 дітей
6–7 дітей
5–6 дітей
4–5 дітей
3–4 дитини
2–3 дитини
1–2 дитини

Станом на 2010 рік близько 48% світового населення проживало в країнах, де народжуваність нижча від рівня відтворення. Попри це, у більшості з цих країн кількість жителів все ще збільшується через прибуття іммігрантів, демографічний імпульс та збільшення середньої тривалості життя. До таких країн належать Європа, Канада, Австралія, Бразилія, Росія, Іран, Туніс, Китай та багато інших. Найнижчий рівень народжуваності зафіксований в таких країнах, або регіонах, як: Гонконг, Макао, Сингапур, Тайвань, Україна і Литва. Але лише кілька країн мають такий низький рівень народжуваності (часом до нього додаються такі фактори, як еміграція) що спричиняє депопуляцію: Японія, Німеччина, Литва та Україна.